# Promozione Lazio 1973-1974
Nella stagione 1973-1974 la Promozione era il quinto livello del calcio italiano (il massimo livello regionale). Qui vi sono le statistiche relative al campionato in Lazio.
Il campionato è strutturato in vari gironi all'italiana su base regionale, gestiti dai Comitati Regionali di competenza. Promozioni alla categoria superiore e retrocessioni in quella inferiore non erano sempre omogenee; erano quantificate all'inizio del campionato dal Comitato Regionale secondo le direttive stabilite dalla Lega Nazionale Dilettanti, ma flessibili, in relazione al numero delle società retrocesse dal Campionato Interregionale e perciò, a seconda delle varie situazioni regionali, la fine del campionato poteva avere degli spareggi sia di promozione che di retrocessione.

## Girone A

### Classifica finale
|  | Pos. | Squadra                               | Pt | G  | V  | N  | P  | GF | GS | DR  |
|  | ---- | ------------------------------------- | -- | -- | -- | -- | -- | -- | -- | --- |
|  | 1.   | S.S. Rieti, Rieti                     | 49 | 30 | 20 | 9  | 1  | 50 | 18 | +32 |
|  | 2.   | C.S. Torre Maura, Roma                | 35 | 30 | 11 | 13 | 6  | 34 | 24 | +10 |
|  | 3.   | G.S. Pineta Sacchetti, Roma           | 35 | 30 | 11 | 13 | 6  | 32 | 25 | +7  |
|  | 4.   | G.S. Banco di Roma, Roma              | 33 | 30 | 10 | 13 | 7  | 38 | 33 | +5  |
|  | 5.   | S.S.. Fregene, Fregene                | 32 | 30 | 8  | 16 | 6  | 23 | 21 | +2  |
|  | 6.   | U.S. Allumiere, Allumiere             | 31 | 30 | 12 | 7  | 11 | 36 | 30 | +6  |
|  | 7.   | U.S. Maia Cat, Mentana                | 31 | 30 | 9  | 13 | 8  | 28 | 23 | +5  |
|  | 8.   | C.R.A.L. Az.Agr. Maccarese, Maccarese | 29 | 30 | 9  | 11 | 10 | 27 | 23 | +4  |
|  | 9.   | S.P. Tarquinia, Tarquinia             | 28 | 30 | 11 | 6  | 13 | 35 | 51 | -16 |
|  | 10.  | U.S. Tevere Roma                      | 27 | 30 | 7  | 13 | 10 | 26 | 31 | -5  |
|  | 11.  | U.S. Ladispoli, Ladispoli             | 26 | 30 | 7  | 12 | 11 | 28 | 32 | -4  |
|  | 12.  | U.S. Tor di Quinto, Roma              | 26 | 30 | 8  | 10 | 12 | 37 | 46 | -9  |
|  | 13.  | Pol. Fortitudo Lib.Campidoglio, Roma  | 25 | 30 | 6  | 13 | 11 | 28 | 36 | -8  |
|  | 14.  | Pol. Vulsinia, Bolsena                | 25 | 30 | 8  | 9  | 13 | 28 | 38 | -10 |
|  | 15.  | A.S. Sacrofano, Sacrofano             | 24 | 30 | 8  | 8  | 14 | 27 | 34 | -7  |
|  | 16.  | Pol. Acilia, Acilia                   | 24 | 30 | 6  | 12 | 12 | 20 | 32 | -12 |

## Girone B

### Classifica finale
|  | Pos. | Squadra                                      | Pt | G  | V  | N  | P  | GF | GS | DR  |
|  | ---- | -------------------------------------------- | -- | -- | -- | -- | -- | -- | -- | --- |
|  | 1.   | S.S. Formia, Formia                          | 45 | 30 | 17 | 11 | 2  | 34 | 9  | +25 |
|  | 2.   | S.S. Pro Cisterna, Cisterna di Latina        | 41 | 30 | 16 | 9  | 5  | 39 | 17 | +22 |
|  | 3.   | U.S. Virtus Pomezia, Pomezia                 | 39 | 30 | 14 | 11 | 5  | 35 | 21 | +14 |
|  | 4.   | S.S. Vivace, Grottaferrata                   | 36 | 30 | 13 | 10 | 7  | 33 | 25 | +8  |
|  | 5.   | Pol. La Subiaco, Subiaco                     | 34 | 30 | 13 | 8  | 9  | 36 | 29 | +7  |
|  | 6.   | G.S. Fulgorcavi, Latina                      | 31 | 30 | 10 | 11 | 9  | 41 | 35 | +6  |
|  | 7.   | Pol. Gaeta, Gaeta                            | 29 | 30 | 10 | 9  | 11 | 30 | 21 | +9  |
|  | 8.   | F.C. Fiuggi, Fiuggi                          | 28 | 30 | 8  | 12 | 10 | 25 | 24 | +1  |
|  | 9.   | U.C. Nettuno, Nettuno                        | 28 | 30 | 9  | 10 | 11 | 27 | 34 | -7  |
|  | 10.  | A.S. Isola Liri, Isola dei Liri              | 27 | 30 | 10 | 7  | 13 | 33 | 43 | -10 |
|  | 11.  | A.S. Valmontone, Valmontone                  | 27 | 30 | 7  | 13 | 10 | 23 | 38 | -15 |
|  | 12.  | G.S. Colleferro, Colleferro                  | 26 | 30 | 10 | 6  | 14 | 27 | 27 | 0   |
|  | 13.  | A.C. Aprilia, Aprilia                        | 26 | 30 | 6  | 14 | 10 | 24 | 27 | -3  |
|  | 14.  | A.S. Anzio, Anzio                            | 26 | 30 | 8  | 10 | 12 | 29 | 43 | -14 |
|  | 15.  | A.S. Sangiovanni Campano, Monte S.G. Campano | 25 | 30 | 9  | 7  | 14 | 33 | 44 | -11 |
|  | 16.  | U.S. Palestrina, Palestrina                  | 12 | 30 | 1  | 10 | 19 | 22 | 54 | -32 |